# 国家跳台滑雪中心
国家跳台滑雪中心又稱雪如意，是中華人民共和國首座跳台滑雪场地，位於河北省张家口市崇礼区，也是2022年冬季奧林匹克運動會张家口赛区的比賽场馆。
其主体建筑设计灵感来自于如意，因此得名“雪如意”。雪如意由顶峰俱乐部、出发区、滑道区以及看台區组成。其造型由清华大学设计团队设计。顶峰俱乐部是可以容纳500人的多功能报告厅。雪如意有两条落差達136.2米的大跳台赛道（HS140大跳台，長度為110米）和落差114.7米的标准跳台（HS106标准跳台，长度為106米）赛道组成。雪如意顶部与地面落差达130多米，建成時是世界上最长的跳台滑雪赛道。
国家跳台滑雪中心於2018年5月1日开工，2021年3月17日，国家跳台滑雪中心主体工程完工。